# Molophilus cassisi
Molophilus cassisi là một loài ruồi trong họ Limoniidae. Chúng phân bố ở miền Australasia.